# Triadă (grup criminal)
Triada (în chineză tradițională: 三合會; chineză simplificată: 三合会; Jyutping: saam1 hap6 wui6‑2; cantoneză Yale: sāam hahp wúi; pinyin: sān hé huì) este numele dat grupurilor transnaționale de crimă organizată cu sediul în Republica Populară Chineză și active inclusiv în diaspora.
Triada Hong Kong este diferită de organizațiile criminale din China continentală. În China antică, triada era una dintre cele trei societăți secrete majore. A stabilit filiale în Macao, Hong Kong, Taiwan și comunități chineze de peste mări. Cunoscute sub numele de „organizații criminale din China continentală”, ele sunt de două tipuri majore: „forțe întunecate” (grupuri slab organizate) (chineză: 黑恶势力; pinyin: Hēi è shìlì; lit. „forțe malefice”） și „societăți negre” " (chineză: 黑社会; pinyin: Hēishèhuì) (organizații criminale mai mature). Două trăsături care disting o societate neagră de „forțele întunecate” obișnuite sau de bandele criminale de nivel scăzut sunt măsura în care organizația este capabilă să controleze piețele locale și gradul de protecție a poliției care poate fi obținut. Triada Hong Kong se referă la organizațiile criminale tradiționale care operează în (sau provin din) Hong Kong, Macao, Taiwan și țările și regiunile din Asia de Sud-Est, în timp ce grupurile de crimă organizată în China continentală sunt cunoscute ca „grupuri criminale din China continentală”.
De-a lungul istoriei lor, s-a presupus de multă vreme că triadele au legături cu diferitele încarnări ale autorităților oficiale chineze.